# Allez les Verts!
„Allez les Verts!“ (česky Všichni zeleně!) je singl francouzského zpěváka Montyho z roku 1976. Skladba vyšla s podtitulem „Les Supporters – Allez les Verts!“.
Píseň složil Jean-Louis D’Onorio a text napsal Jacques Bulostin (Monty). Skladba byla vytvořena jako pocta fanouškům fotbalového klubu AS Saint-Étienne k druhému místu v Poháru mistrů evropských zemí 1975/76 v Glasgow.
Skladba se postupně stala tak populární až se stala oficiální klubovou hymnou AS Saint-Étienne. Jako chorál skladbu v podobě „Allez les Bleus!“ používá i francouzská fotbalová reprezentace.